# プライス方程式
進化と自然選択の理論において、プライス方程式（プライスほうていしき、英: Price equation）は、形質または対立遺伝子の頻度が時間とともにどのように変化するかを記述する方程式である。この方程式は、形質と適応度の間の共分散を用いて、進化と自然選択の数学的記述を与える。これは、遺伝子伝達と自然選択が、集団の各新世代における対立遺伝子の頻度に及ぼす効果を理解する方法を提供する。プライス方程式は、ロンドンでW.D.ハミルトンの血縁選択に関する研究を再導出するために研究していたジョージ・R・プライスによって導出された。プライス方程式の例は、様々な進化のケースについて構築されてきた。プライス方程式は経済学にも応用がある。
プライス方程式は、物理的または生物学的法則ではなく、集団動態の様々な統計的記述についての数学的関係であり、そのため実験的検証の対象とはならない。簡単に言えば、これは「適者生存」という表現を数学的に表したものである。

## 記述

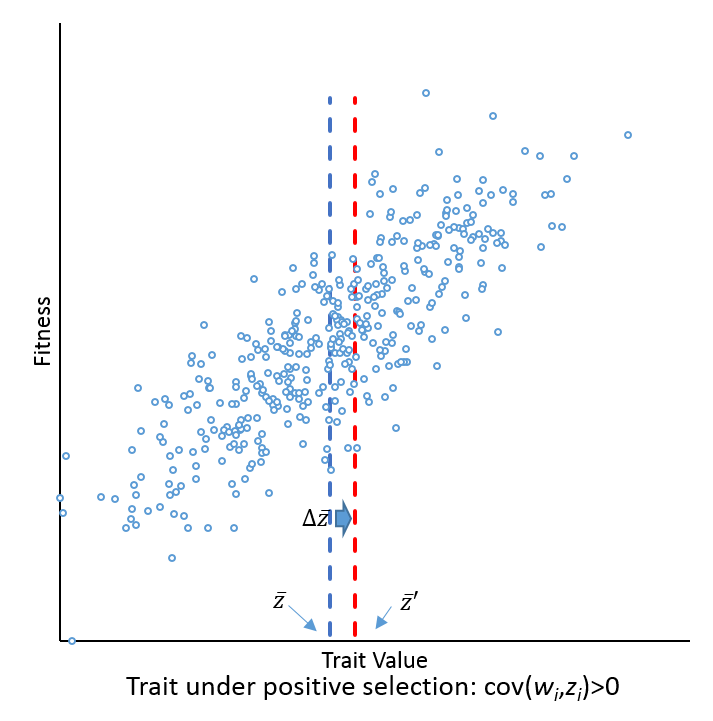
正の選択を受けた形質の例

プライス方程式は、ある世代から次の世代への集団における形質の平均値{\displaystyle z}の変化（{\displaystyle \Delta z}）が、部分集団{\displaystyle i}の形質の平均値{\displaystyle z_{i}}と部分集団の適応度{\displaystyle w_{i}}との共分散、および適応度に起因する形質値の変化の期待値{\displaystyle \mathrm {E} (w_{i}\Delta z_{i})}によって決定されることを示す：
{\displaystyle \Delta {z}={\frac {1}{w}}\operatorname {cov} (w_{i},z_{i})+{\frac {1}{w}}\operatorname {E} (w_{i}\,\Delta z_{i})}
ここで{\displaystyle w}は集団全体の平均適応度であり、{\displaystyle \operatorname {E} }と{\displaystyle \operatorname {cov} }はそれぞれ集団平均と共分散を表す。「適応度」{\displaystyle w}は、集団全体の成体個体数に対する子孫の平均数の比率であり、{\displaystyle w_{i}}は部分集団{\displaystyle i}についての同じ比率である。
適応度（{\displaystyle w_{i}}）と形質値（{\displaystyle z_{i}}）の間の共分散が正であれば、形質値は集団全体で平均的に上昇すると予想される。共分散が負であれば、その特徴は有害であり、その頻度は低下すると予想される。
第二項の{\displaystyle \mathrm {E} (w_{i}\Delta z_{i})}は、直接的な選択以外の、形質の進化に影響を与えうるすべての要因による{\displaystyle \Delta z}を表す。この項には、遺伝的浮動、突然変異バイアス、または減数分裂ドライブが含まれる。さらに、この項にはマルチレベル選択または群選択の効果も含まれる。プライス（1972年）はこれを「環境変化」項と呼び、二つの項を偏微分記号（∂NSと∂EC）を用いて表した。この環境の概念には、種間および生態学的効果が含まれる。プライスは以下のように説明する：

## 単純プライス方程式
部分集団の特性の平均{\displaystyle z_{i}}が親世代から子世代で変化しない場合、プライス方程式の第二項はゼロとなり、プライス方程式の単純化されたバージョンとなる：
{\displaystyle w\,\Delta z=\operatorname {cov} \left(w_{i},z_{i}\right)}
これは以下のように言い換えることができる：
{\displaystyle \Delta z=\operatorname {cov} \left(v_{i},z_{i}\right)}
ここで{\displaystyle v_{i}}は相対適応度である：{\displaystyle v_{i}=w_{i}/w}
この単純プライス方程式は、進化に関する以下の基本的な命題を示している：「ある遺伝可能な特性が相対適応度と正の相関をもつ場合、その特性の子集団における平均値は親集団における値よりも増加する」。

### 応用
プライス方程式は時間とともに変化するあらゆるシステムを記述できるが、最も頻繁に進化生物学に適用される。視覚の進化は単純な方向性選択の例を提供する。鎌状赤血球貧血の進化は、ヘテロ接合体優位性が形質の進化にどのように影響を与えるかを示す。プライス方程式は、性比の進化のような集団文脈依存的な形質にも適用できる。さらに、プライス方程式は、突然変異率の進化のような二次的形質をモデル化するのに十分な柔軟性を持つ。プライス方程式は、異なる定着地における集団形質の変化を示す創始者効果への拡張も提供する。

### 力学的十分性と単純プライス方程式
時として、使用する遺伝的モデルによっては、プライス方程式で使用するパラメーターに、後続のすべての世代のパラメーターを計算するのに十分な情報を含むことがある。この特性は力学的十分性と呼ばれる。簡単のため、以下では単純プライス方程式の力学的十分性について見るが、これは完全なプライス方程式についても有効である。
共分散の性質を利用すると、形質{\displaystyle z}の単純プライス方程式は以下のように書くことができる：
{\displaystyle w(z'-z)=\langle w_{i}z_{i}\rangle -wz}
ここで＜＞は平均を表す。
第二世代について：
{\displaystyle w'(z''-z')=\langle w'_{i}z'_{i}\rangle -w'z'}
{\displaystyle z}の単純プライス方程式は第一世代の{\displaystyle z'}の値のみを与えるが、第二世代の{\displaystyle z''}を計算するのに必要な{\displaystyle w'}と{\displaystyle \langle w_{i}z_{i}\rangle }の値は与えない。変数{\displaystyle w_{i}}と{\displaystyle \langle w_{i}z_{i}\rangle }はともに第一世代の特性と考えることができるので、プライス方程式はこれらの計算にも使用できる：
{\displaystyle {\begin{aligned}w(w'-w)&=\langle w_{i}^{2}\rangle -w^{2}\\w\left(\langle w'_{i}z'_{i}\rangle -\langle w_{i}z_{i}\rangle \right)&=\langle w_{i}^{2}z_{i}\rangle -w\langle w_{i}z_{i}\rangle \end{aligned}}}
5つの0世代変数{\displaystyle w}、{\displaystyle z}、{\displaystyle \langle w_{i}z_{i}\rangle }、{\displaystyle \langle w_{i}^{2}\rangle }、および{\displaystyle \langle w_{i}^{2}z_{i}\rangle }は、第二世代の{\displaystyle z''}を計算するのに必要な3つの第一世代変数{\displaystyle w'}、{\displaystyle z'}、および{\displaystyle \langle w'_{i}z'_{i}\rangle }を計算する前に知られていなければならない。一般に、高次のモーメント{\displaystyle \langle w_{i}^{n}\rangle }と{\displaystyle \langle w_{i}^{n}z_{i}\rangle }を世代に依存しない方法で低次のモーメントから計算する方法がない限り、プライス方程式を時間前方に伝播させるのに使用することはできないことがわかる。力学的十分性とは、そのような方程式が遺伝的モデルで見つけられることを意味し、プライス方程式を単独でモデルのダイナミクスを時間前方に伝播させる式として使用することができる。

## 完全プライス方程式
単純プライス方程式は、部分集団の特性の平均{\displaystyle z_{i}}が世代変化しないという仮定に基づいていた。それが変化する場合、完全プライス方程式を使用しなければならない。特性の変化は様々な方法で生じる可能性がある。以下の2つの例は、そのような可能性を示し、それぞれがプライス方程式に新しい洞察をもたらす。

### 遺伝子型適応度
遺伝子型の適応度という考えに焦点を当てる。添字{\displaystyle i}は特定の遺伝子型を示し、子集団における遺伝子型{\displaystyle i}の数は：
{\displaystyle n'_{i}=\sum _{j}w_{ji}n_{j}\,}
これは以下の適応度を与える：
{\displaystyle w_{i}={\frac {n'_{i}}{n_{i}}}}
突然変異性{\displaystyle z_{i}}は世代変化しないため、突然変異性の平均は以下のようになる：
{\displaystyle {\begin{aligned}z&={\frac {1}{n}}\sum _{i}z_{i}n_{i}\\z'&={\frac {1}{n'}}\sum _{i}z_{i}n'_{i}\end{aligned}}}
これらの定義により、単純プライス方程式が成立する。

### 系統適応度
ここでは遺伝子型ではなく、生物が持つ子孫の数によって適応度が測定されるという考えを見てみる。系統によるグループ分けと遺伝子型によるグループ分けという2つの方法があることに注意する。この複雑さによって、完全プライス方程式が必要になる。遺伝子型{\displaystyle i}の生物が持つ子孫の数は：
{\displaystyle n'_{i}=n_{i}\sum _{j}w_{ij}\,}
これは以下の適応度を与える：
{\displaystyle w_{i}={\frac {n'_{i}}{n_{i}}}=\sum _{j}w_{ij}}
遺伝子型{\displaystyle i}の親の特性から、子の特性を求めると
{\displaystyle z'_{j}={\frac {\sum _{i}n_{i}z_{i}w_{ij}}{\sum _{i}n_{i}w_{ij}}}}
集団全体の特性は：
{\displaystyle {\begin{aligned}z&={\frac {1}{n}}\sum _{i}z_{i}n_{i}\\z'&={\frac {1}{n'}}\sum _{i}z_{i}n'_{i}\end{aligned}}}
これらの定義により、完全プライス方程式が適用される。

## 批判
世代あたりの平均特性の変化（{\displaystyle z'-z}）を進化の進行の尺度として使用することは、いつでも正しいわけではない。平均が変化せず（そして適応度と特性の間の共分散がゼロである）にもかかわらず、進化が進行中である場合がある。例えば、{\displaystyle z_{i}=(1,2,3)}、{\displaystyle n_{i}=(1,1,1)}、および{\displaystyle w_{i}=(1,4,1)}を持つ場合、子集団では{\displaystyle n_{i}'=(1,4,1)}となり、{\displaystyle w_{2}=4}での高い適応度が実際に{\displaystyle z_{i}=2}を持つ個体の集団を相対的に増加させていることを示す。しかし、平均特性はz=2およびz'=2であり、{\displaystyle \Delta z=0}となる。共分散{\displaystyle \mathrm {cov} (z_{i},w_{i})}もゼロである。ここでは単純プライス方程式が必要であり、それは0=0を与える。言い換えれば、このシステムにおける進化の進行に関する情報を何も与えない。
プライス方程式の使用に関する批判的な議論は、ファン・フェーレン（2005年）、ファン・フェーレンら（2012年）、およびファン・フェーレン（2020年）で見ることができる。フランク（2012年）はファン・フェーレンら（2012年）の批判について議論している。

## 文化的な言及
プライス方程式は2008年のスリラー映画『WΔZ』のプロットとタイトルに登場する。
プライス方程式はコンピュータゲーム『BioShock2』のポスターにも登場し、「ブレインブースト」トニックの消費者が本を読みながら同時にプライス方程式を導出している様子が描かれている。このゲームは1950年代を舞台としており、プライスの研究よりもかなり前の時代である。